# Alessandro Moreschi
Alessandro Moreschi  (Monte Compatri, Roma, 11 de novembro de 1858 - Roma, 21 de abril de 1922) foi um cantor lírico italiano, considerado o último castrato da História. Era conhecido como l'Angelo di Roma (o Anjo de Roma).

## Biografia
Proveniente de uma família pobre e numerosa, foi submetido a uma cirurgia de castração em 1865 para curá-lo de uma hérnia inguinal. Aparentemente, esse era um procedimento comum na Itália da época para solucionar tal problema.
Iniciou seus estudos de canto em 1871 na escola de Salvatore di San Lauro, sob a direção de Gaetano Capocci - organista e compositor de música sacra, mestre de capela da Basilica di San Giovanni in Laterano, em Roma. Capocci promoveu a aceitação de Moreschi no coro da Capela Sistina, em 1883. A castração infantil para fins artísticos fora proibida em 1870, mas à época alegou-se que a castração de Moreschi ocorrera antes da proibição. Assim, Alessandro tornou-se solista do coro entre 1883 e 1898, ano em que asumiu a diretoria do coro, cargo no qual manteve-se até 1913, exercendo, além das atividades artísticas, funções administrativas.  

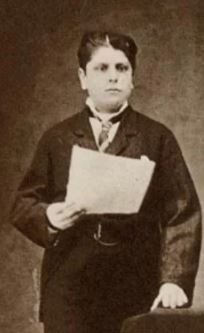
Alessandro Moreschi, c. 1875.

Chegaram até os dias atuais gravações que realizou entre 1902 e 1904, nas quais interpreta dez obras compostas especificamente para sua tessitura vocal. Essas gravações tem excepcional valor, pois são o único registro do canto dos castrati. Segundo a crítica, porém,   Moreschi, apesar do timbre marcante, mostra uma técnica marcada pelo gosto do século XIX (com uso abundante de portamenti), muito distante da ópera barroca, não podendo, portanto, ser considerado como equivalente aos castrati do século XVIII - época em que esses cantores tiveram seu auge. O último deles, Giovanni Battista Stracciavelutti - mais conhecido como Giovanni Battista Velluti (1780-1861) -, havia se aposentado trinta anos antes do nascimento de Moreschi.
O "Anjo de Roma" teve entretanto muito sucesso em sua época. Cantou durante os funerais de Napoleão III, interpretando a parte do soprano solista na Missa da Requiem de Verdi em Ravena. Vivia em Roma, numa bela casa, na zona do Trastevere (via della Lungara).
Nos seus últimos anos, porém, Alessandro Moreschi foi esquecido e viveu solitário. 
Faleceu em Roma, sem a companhia de seu filho adotivo, Giulio (Giulietto) Moreschi, que atuava como tenor, sobretudo na Basilica di Santa Maria Maggiore, e também como ator de cinema, em filmes como, por exemplo, Lo sceicco bianco de Fellini. Sua sepultura está localizada no cemitério Campo di Verano.

## Arquivos de áudio
De Alessandro Moreschi sobrevivem como testemunho da sua arte e como único registro do canto de um castrato 17 peças musicais de diversos gêneros, parcialmente reeditadas nos anos 1990.. A qualidade da gravação é sofrível, dada a tecnologia da época. A seguir, podem ser ouvidos dois desses registros:
- "Ave Maria"ⓘ de Gounod/Bach cantada por Alessandro Moreschi.

- "Hostias Et Preces"ⓘ de Eugenio Terziani, cantada por Alessandro Moreschi.

## Discografia
- Moreschi - The Last Castrato. Alessandro Moreschi. Pearl n° 9823, 1993.